# Louis Marie Joseph Blondel d'Aubers
Louis Marie Joseph Blondel d'Aubers est un homme politique français né le 11 mars 1765 à Douai (Nord) et mort le 22 mars 1830 à Paris.

## Biographie
Louis-Marie-Joseph Blondel d'Aubers (1765-1830), est le fils d'Eugène-Roland-Joseph, chevalier, seigneur d'Aubers, conseiller du roi en ses conseils, premier président du Parlement de Flandres, 
proche du dauphin Louis de France père du roi Louis XVI, et de Marie-Anne de Calonne, sœur du ministre et contrôleur général des finances Charles-Alexandre de Calonne.
Né le 11 mars 1765, il est baptisé le 1er mai qui suit par Jean de Bonneguise, évêque d'Arras. Le parrain est Louis de France, dauphin de France, père de Louis XVI, et la marraine la reine de France Marie Lesczynska. Ils sont respectivement remplacés et représentés par Emmanuel de Croÿ-Solre, et Geneviève-Armande-Élisabeth de Rohan Guéméné, abbesse de l'abbaye de Marquette.
Louis-Marie-Joseph Blondel d'Aubers, appelé messire, est également chevalier, seigneur d'Aubers et de Vendin-le-Vieil.
Il épouse à Lille par contrat du 11 janvier 1790 Marie-Joseph-Pauline du Chambge de Liessart (1771-  ), fille de Charles-Louis-Philippe du Chambge de Liessart, chevalier, seigneur de Liessart, Frévillers, conseiller du roi en ses conseils, premier président du bureau des finances de la généralité de Lille, grand bailli du Hainaut, commissaire du roi pour l'audition et l'arrêté des comptes des États de Lille, Douai, Orchies, émigré en 1791, membre de l'armée des émigrés, et d'Isabelle-Ernestine-Joseph le Maistre d'Anstaing.
Le couple va avoir deux enfants dont un fils, Émile-Louis-Marie Blondel d'Aubers, qui au cours de sa carrière va être maître des requêtes et préfet du Gers.
Louis-Marie-Joseph Blondel d'Aubers meurt à Paris le 22 mars 1830.

## Carrière
Conseiller au Parlement de Paris avant la Révolution, il émigre en 1791. Rentré en France après le Coup d'État du 18 brumaire, il devient administrateur des hospices de Lille. Sous-préfet à Spire, puis à Porentruy, il est conseiller à la Cour de Cassation en 1806. Il est député du Pas-de-Calais de 1815 à 1816 puis de 1820 à 1821, siégeant à l'extrême droite.

## Pour approfondir